# Belforte (Preci)
Belforte è una frazione del comune di Preci (PG), posta a 617 m s.l.m.. Ai piedi del monte, lungo la strada che porta al paese, si è sviluppato il centro di Casali di Belforte (428 m s.l.m.), una villa di transito che risulta abitata da 32 persone (dati Istat, 2001 ).

## Storia e descrizione
Il borgo fortificato fu costruito, in posizione difficilmente accessibile, per il controllo della valle solcata dal fiume Nera; esso, infatti, a differenza delle altre frazioni di Preci, sorge in alta Valnerina, sul versante occidentale, a breve distanza dal paese di Triponzo.
Nel 1809 viene inserito nell'appena istituito comune di Preci, durante l'occupazione Napoleonica.
Attualmente il paese è abbandonato; vi rimangono di interessante i ruderi della chiesa di San Cristoforo Martire (XV secolo) e, di fronte al paese, sull'altro versante della Valnerina, le rovine del lebbrosario medievale di San Lazzaro in Valloncello penelope.uchicago.edu. Esso fu costruito nel 1218: era costituito dalla chiesa, dall'ospedale e da alcuni edifici abitativi. Fu donato da tale Razzardo di Roccapazza al presbitero Bono; la gestione era dei francescani e si dice che il santo di Assisi lo abbia visitato più volte .
Ancora funzionante l'antico abbeveratoio al centro del paese, alimentato dall'acquedotto che serve il sottostante abitato di Casali di Belforte.
Il castello è stato pesantemente danneggiato durante i terremoti del 1979 e del 1997 e permane in stato di grave abbandono. A Casali ha tuttora sede una Comunanza Agraria SIUSA - Comunanza agraria di Belforte.
Il paese è attualmente raggiungibile attraverso una ripida e disagevole mulattiera carrabile, che si diparte dalla SS 209 della Valnerina in corrispondenza dell'abitato di Casali di Belforte, costeggiando delle abitazioni prefabbricate donate ai terremotati del 1997 dai dipendenti della Perugina.

## Galeria d'immagine

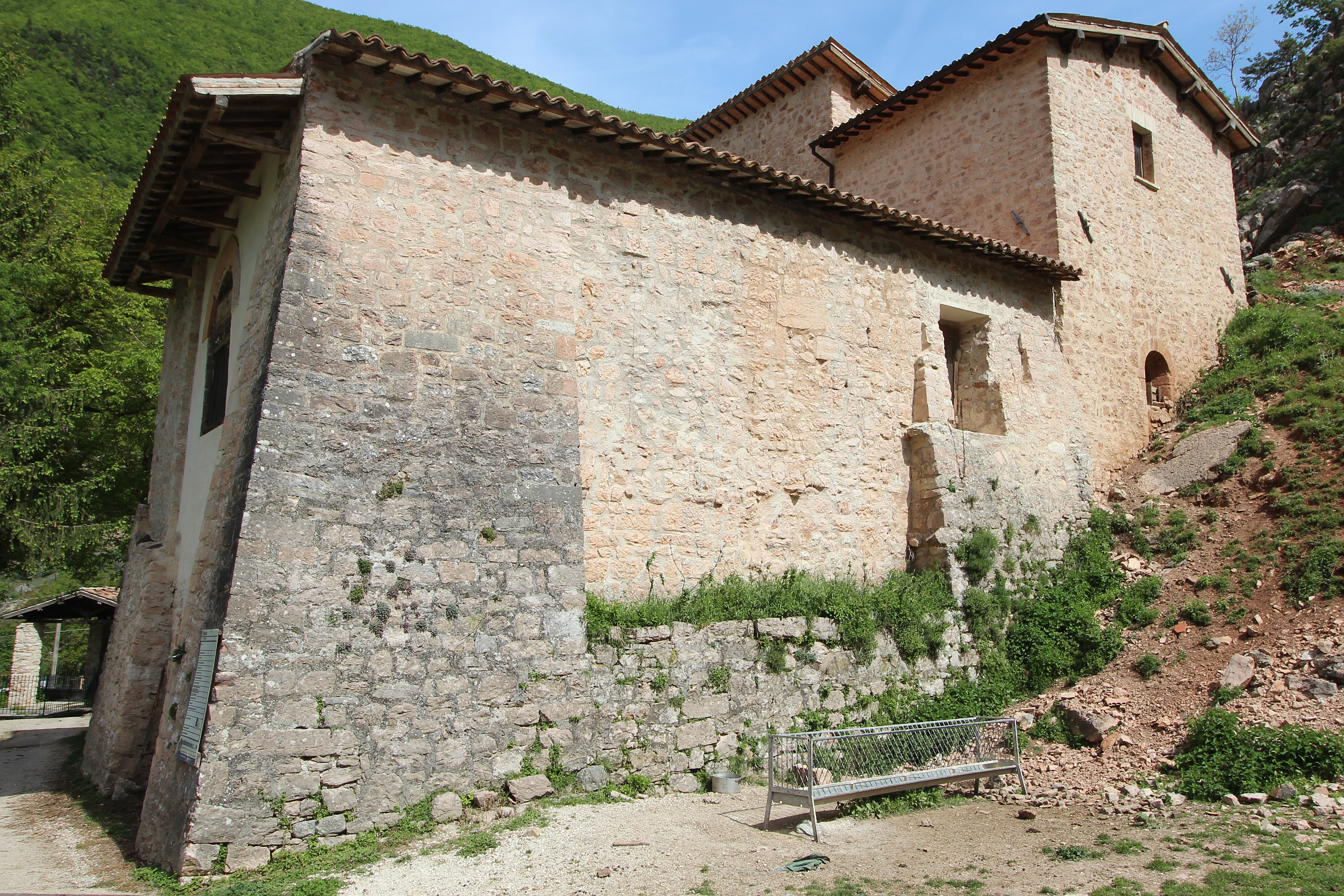
La chiesa di San Lazzaro al Valloncello
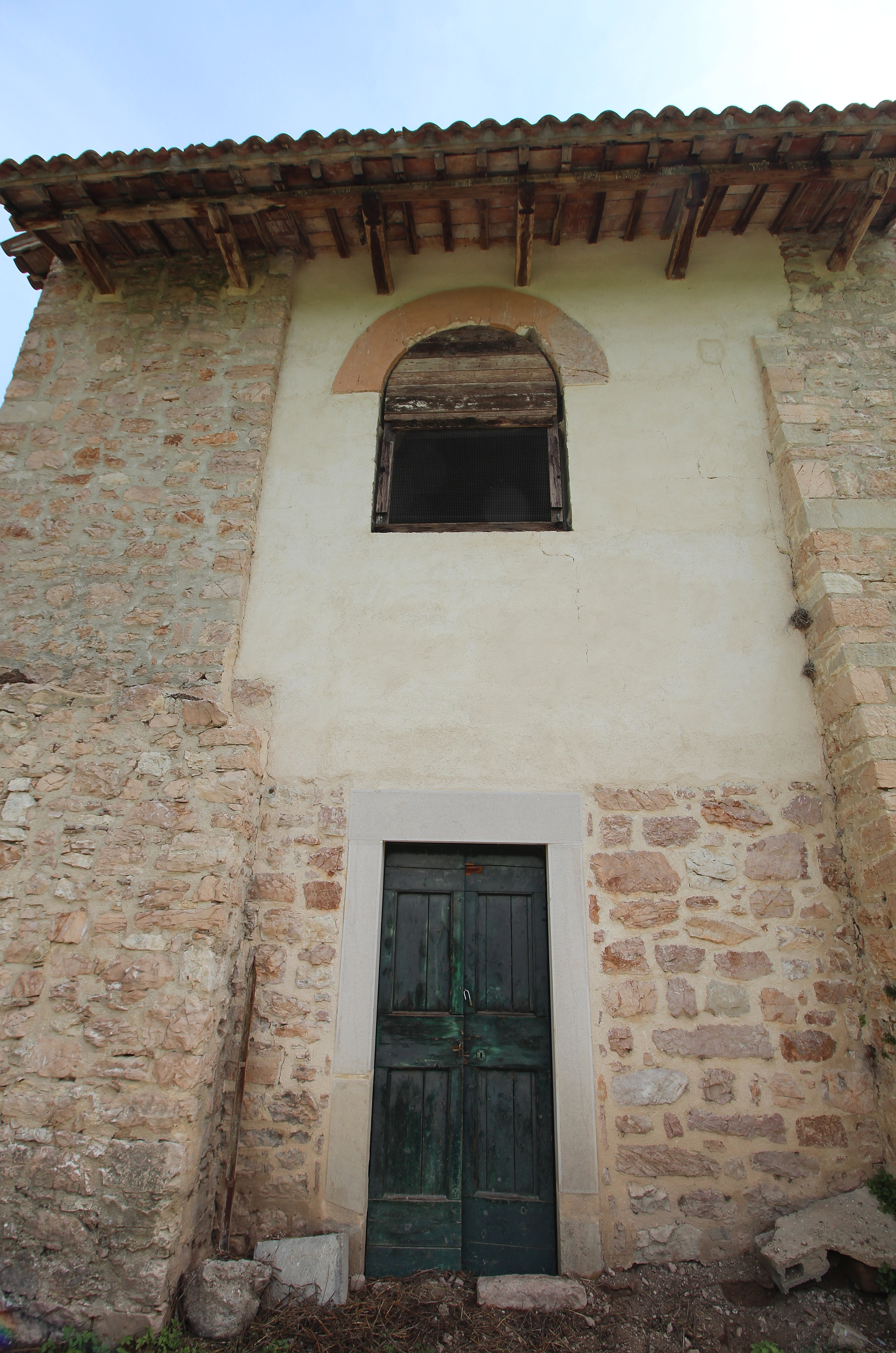
San Lazzaro al Valloncello, facciata
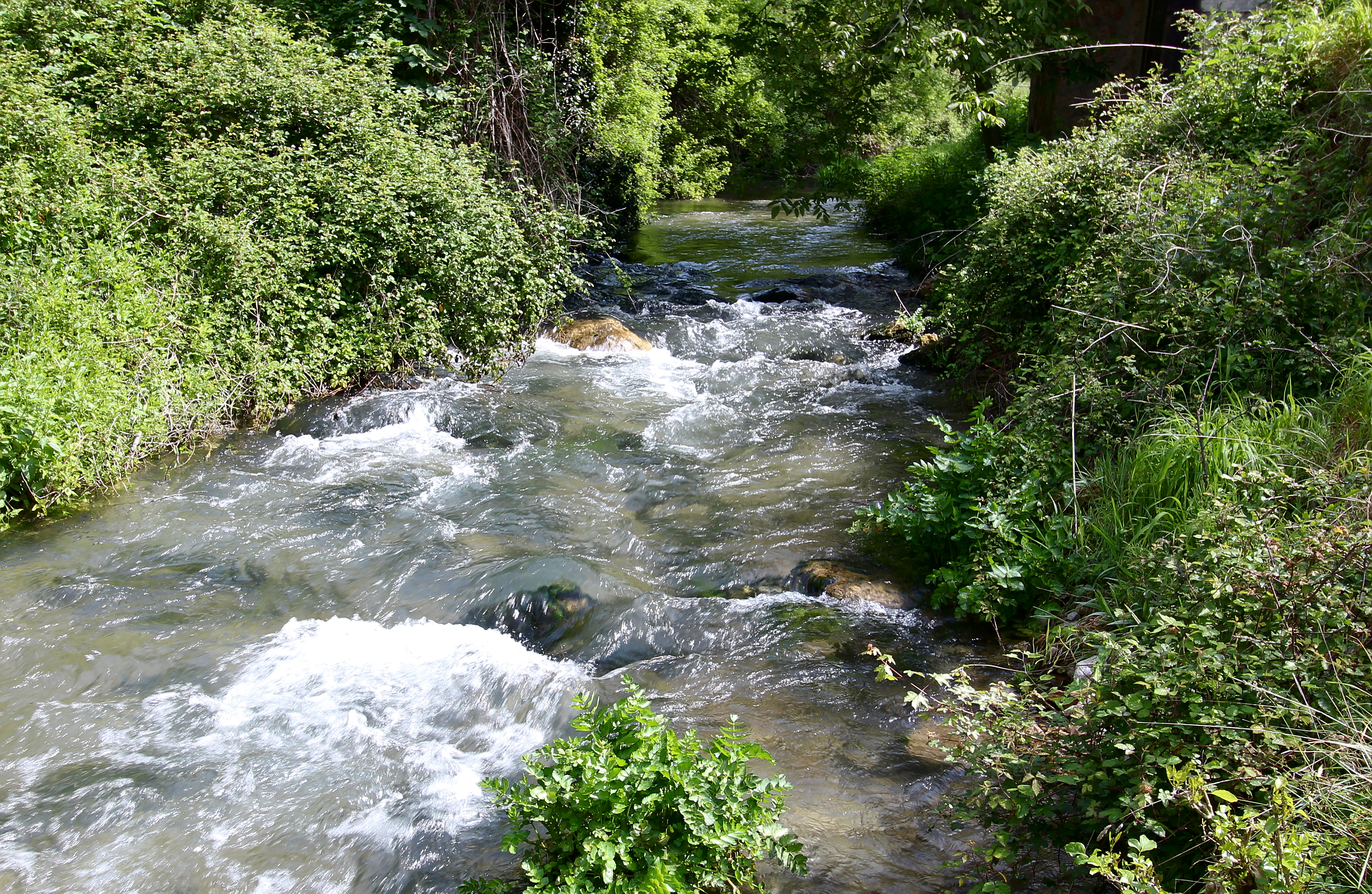
Il fiume Nera a Belforte